# Kåge Sigurth
Kåge Sigurth (eg. Karl Gustaf Sigurd Kevdal), född 10 januari 1918 i Hejnum, Gotland, död 30 augusti 1993 i Högsbo, Göteborg, var en svensk TV-producent och manusförfattare.
Han är gravsatt i minneslunden på Huddinge kyrkogård.

## Filmmanus
- 1966 – Åsa-Nisse i raketform